# Stopplaats Koegras
Stopplaats Koegras (geografische afkorting Kgs) is een voormalige stopplaats aan de staatslijn K tussen Amsterdam Centraal en Den Helder. De stopplaats van Koegras was geopend van 20 december 1865 tot 1878, van 1 mei 1900 tot 15 mei 1938 en van 6 december 1943 tot 5 november 1945.